# Ромодановський Григорій Григорович
Ромодановський Григорій Григорович (р. н. невід. — 15(25).5.1682) — московський державний і військовий діяч 17 ст., боярин (із 1665).

## Біографія
Князь Григорій Григорович народився у родині боярина боярина князя Григория Петровича Ромодановского. Брат князів Андрія, Василя Большого, Івана Большого Мовчанки, Петра, Василя Меншого, Федора і Івана Меншого Григоровичів Ромодановських.

## 1654 рік
У складі московського посольства на чолі з Василем Бутурліним брав участь у Переяславській раді 1654. У 1654—1656 був одним із воєначальників московської армії у війні проти Польщі. 1654 року призначений головою жильців у складі Государевого полку царя Олексія Михайловича при поході на Смоленськ. У серпні 1654 року князь Григорій Григорович з-під Смоленська був направлений під Дубровну у складі загону стольника князя Федора Куракіна, який складався із семи сотень жильців.

## 1655 рік
На початку 1655 року князь Григорій перебував у Москві де 12(22) лютого брав участь в урочистій зустрічі
Антіохійського Патріарха Макарія. 11(21) березня з боярином Василем Бутурліним був призначений до Білої Церкви командувати військами, які діяли спільно з гетьманом Богданом Хмельницьким. У липні воєводи виступили у поход на Львів. 15(25)вересня воєводи повідомили царя Олексія Михайловича про захоплення міста Чортків та ряду дрібніших містечок, та про те, що брат коронного гетьмана Станіслава Потоцького Павло Потоцький здався у полон.
У червні 1659 очолювані Ромодановським і Олексієм Трубецьким московські війська були розбиті українською армією під командуванням гетьмана Івана Виговського у Конотопській битві 1659.
У 60 роках XVII ст. Ромодановський шляхом політичних інтриг, розпалюванням суперечностей між окремими угрупованнями козацької старшини або і прямим силовим тиском домагався обрання гетьманом Лівобережної України вигідних для російського уряду кандидатів (Івана Брюховецького, Дем'яна Многогрішного, Івана Самойловича).
Командував московськими військами у війні проти гетьмана Петра Дорошенка та під час Чигиринських походів 1677 і 1678. У 1668 році, щоб помститись бунтівним козакам, спалив Ніжин. Після поразки у серпні 1678 московської армії в боях за Чигирин Ромодановського було відкликано до Москви. Вбитий під час повстання стрільців у Москві.